# Makobo Modjadji
Makobo Modjadji VI (Makobo Caroline Modjadji; 22. juli 1978 – 12. juni 2005) var den sjette i en linje af Balobedu-stammens regndronninger. Hendes folk mente at Makobo Modjadji havde evnen til at kontrollere skyerne og floderne. Makobo blev dronning d. 16. april 2003 i en alder af 25 efter hendes forgænger og bedstemor dronning Mokope Modjadji døde, og hun regerede indtil sin egen død blot 2 år senere. Hun var den yngste regndronning i stammens historie.